# Johan Ahlgren
Johannes (Johan) Ahlgren, född den 29 augusti 1841 i Nosaby socken, Kristianstads län, död den 15 mars 1928 i Hedvig Eleonora församling i Stockholm, var en svensk jurist.
Ahlgren blev student vid Lunds universitet 1861 och avlade examen till rättegångsverken där 1864. Han blev auskultant i Svea hovrätt 1865, extra ordinarie notarie där samma år, vice häradshövding 1869, adjungerad ledamot i Svea hovrätt 1874 och assessor 1881. Ahlgren var hovrättsråd 1893–1906. Han blev riddare av Nordstjärneorden 1893 och kommendör av andra klassen av samma orden 1905. Ahlgren vilar på Norra begravningsplatsen utanför Stockholm.